# Giovanni Consalvo
Giovanni di Consalvo, également connu comme le « Maître du Chiostro degli Aranci », est un peintre portugais qui fut actif à Florence entre 1436 et 1439.

## Biographie
Comme auteur réel (un paiement fut effectué entre 1436 et 1469 à un artiste portugais, nommé Giovanni di Consalvo) des dix fresques des scènes de la vie de saint Benoît du cloître des Orangers de la Badia Fiorentina de Florence, il est désigné aussi comme  « Maître du Chiostro degli Aranci » car son identité réelle fut longtemps incertaine.

## Œuvres

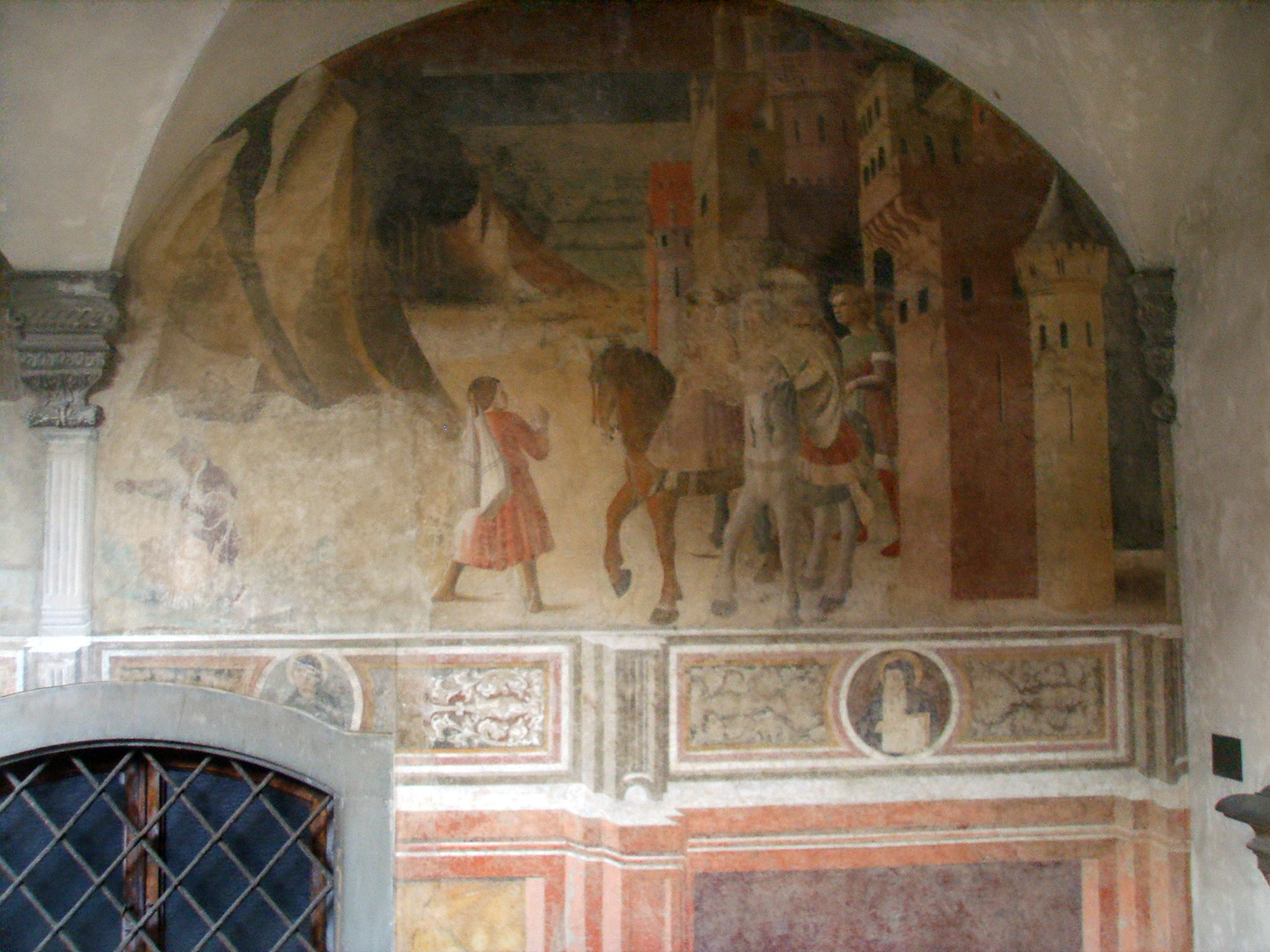
Fresque du cloître des Orangers de la Badia Fiorentina.